# Meiersberg (Kürten)
Meiersberg ist ein Ortsteil in der Gemeinde Kürten im Rheinisch-Bergischen Kreis.

## Beschreibung
Meiersberg ist eine der Ortschaften, die sich zwischen Kürten und Sürth über die so genannte Bergerhöhe erstrecken. Östlich von Meiersberg grenzt unmittelbar der Golfplatz Kürten an.

## Geschichte
Diese wurde 1383 in einer Urkunde erwähnt, mit der eine Belehnung an Wilhelm II. von Jülich-Berg festgeschrieben wurde. Die heutige Ortslage wird darin als „der  Berch nest Cürten“ erwähnt. Die Bezeichnung Meiersberg bezieht sich nach Deutung des örtlichen Geschichtsvereins auf den Namen eines Bewohners, der hier vor langer Zeit gewohnt hat.
Die Topographia Ducatus Montani des Erich Philipp Ploennies aus dem Jahre 1715, Blatt Amt Steinbach, belegt, dass der Ort bereits 1715 als Ort mit mehreren Höfen bestand und als Meiersberg bezeichnet wurde. Aus der Charte des Herzogthums Berg 1789 von Carl Friedrich von Wiebeking geht hervor, dass Meiersberg zu dieser Zeit Teil der Honschaft Berg im Kirchspiel Kürten im Landgericht Kürten war. Er benennt den Ort als Meiersberg.
Unter der französischen Verwaltung zwischen 1806 und 1813 wurde das Amt Steinbach aufgelöst und Meiersberg wurde politisch der Mairie Olpe im Kanton Wipperfürth  im Arrondissement Elberfeld zugeordnet. 1816 wandelten die Preußen die Mairie zur Bürgermeisterei Olpe im Kreis Wipperfürth.
Meiersberg gehörte zu dieser Zeit zur Gemeinde Olpe.
Der Ort ist auf der Topographischen Aufnahme der Rheinlande von 1824 und auf der Preußischen Uraufnahme von 1840 als Meiersberg verzeichnet.
Ab der Preußischen Neuaufnahme von 1892 ist er auf Messtischblättern regelmäßig als Meiersberg verzeichnet.
1822 lebten 59 Menschen im als Hof kategorisierten und Meiersberg bezeichneten Ort.
1830 hatte der Ort 64 Einwohner und wurde mit Meyersberg bezeichnet.
Der 1845 laut der Uebersicht des Regierungs-Bezirks Cöln als Weiler kategorisierte Ort besaß zu dieser Zeit elf Wohnhäuser. Zu dieser Zeit lebten 77 Einwohner im Meyersberg genannten Ort, davon 22 katholischen und 55 evangelischen Bekenntnisses.
Die Gemeinde- und Gutbezirksstatistik der Rheinprovinz führt Meiersberg 1871 mit zwölf Wohnhäusern und 76 Einwohnern auf.
Im Gemeindelexikon für die Provinz Rheinland von 1888 werden zwölf Wohnhäuser mit 73 Einwohnern angegeben.
1895 hatte der Ort zwölf Wohnhäuser und 70 Einwohner.
1905 besaß der Ort 13 Wohnhäuser und 63 Einwohner und gehörte konfessionell zum katholischen Kirchspiel Olpe und zum evangelischen Kirchspiel Delling.
1927 wurden die Bürgermeisterei Olpe in das Amt Olpe überführt. In der Weimarer Republik wurden 1929 die Ämter Kürten mit den Gemeinden Kürten und Bechen und Olpe mit den Gemeinden Olpe und Wipperfeld zum Amt Kürten zusammengelegt. Der Kreis Wipperfürth ging am 1. Oktober 1932 in den Rheinisch-Bergischen Kreis mit Sitz in Bergisch Gladbach auf.
1975 entstand aufgrund des Köln-Gesetzes die heutige Gemeinde Kürten, zu der neben den Ämtern Kürten, Bechen und Olpe ein Teilgebiet der Stadt Bensberg mit Dürscheid und den umliegenden Gebieten kam.